# Odontopera mediochrea
Odontopera mediochrea är en fjärilsart som beskrevs av Eugen Wehrli 1931. Odontopera mediochrea ingår i släktet Odontopera och familjen mätare. Inga underarter finns listade i Catalogue of Life.